# Amanda Collin
Amanda Collin, född 4 mars 1986 i Rungsted, är en dansk skådespelare.
Collin har bland annat medverkat i TV-serien Raised by Wolves. Hon har även medverkat i filmerna Bastarden och Flaskpost från P.

## Filmografi (i urval)
- 2013 – Flaskpost från P
- 2020–2022 – Raised by Wolves (TV-serie)
- 2023 – Bastarden